# Catedrala Sfântul Nicolae din Oradea
Catedrala Sfântul Nicolae din Oradea este un monument istoric și de arhitectură din secolul al XIX-lea, catedrala Episcopiei Greco-Catolice de Oradea Mare.

## Istoric
Construcția bisericii a început în anul 1800, când episcopul greco-catolic Ignațiu Darabant demolează mica biserică greco-catolică, și începe construcția unei catedrale. Clădirea are planul în formă de cruce, tavan boltit și o cupolă centrală pictată cu scene biblice. Acoperișul baroc al turnului a fost terminat în 1803, și a ars de două ori în 1836 și în 1907. Actuala formă a turnului a fost concepută de Giovanni Quai și a fost executată între anii 1910-1912. 
Altarul este orientat spre răsărit. Vechiul iconostas al catedralei a fost mutat la începutul secolului al XIX-lea la Biserica Sfinții Arhangheli Mihail și Gavriil din Vadu Crișului. Acesta prezintă similitudini cu cel al Catedralei din Blaj.
În anul 1948, odată cu interzicerea BRU, lăcașul și-a pierdut statutul de catedrală episcopală și a fost dat în folosința BOR ca biserică parohială. Lăcașul de cult a fost restituit Episcopiei de Oradea Mare în noiembrie 2005, după îndelungate procese, tratative și tergiversări. Prima liturghie greco-catolică a avut loc, după 57 de ani de întrerupere, la 20 noiembrie 2005, cu participarea a peste 100 de episcopi, preoți și diaconi.

## Exteriorul
În anul 2019 a fost montată în fața catedralei o statuie a lui Demetriu Radu, episcop al Eparhiei de Oradea Mare, în perioada 1903-1920.

## Galerie

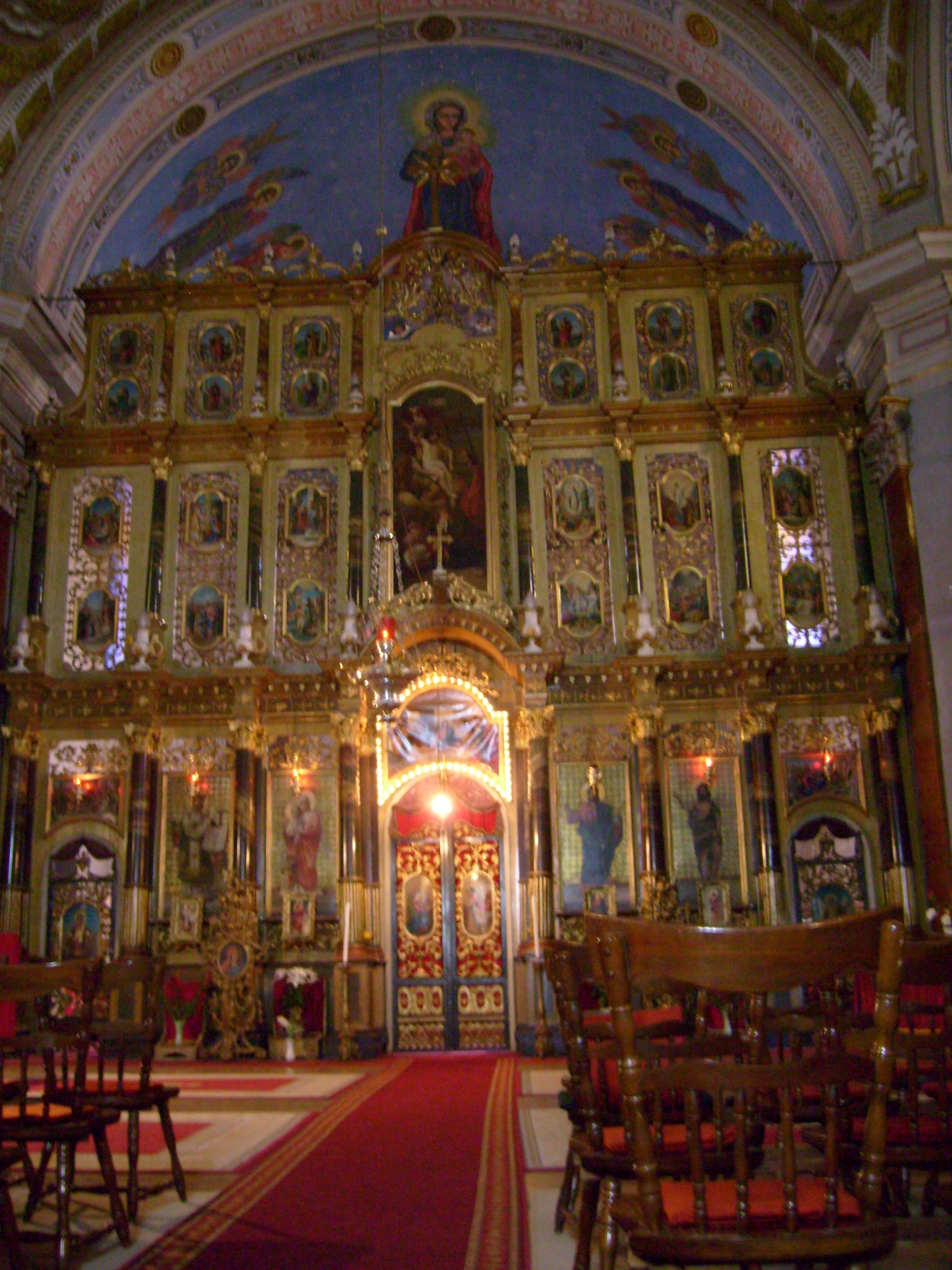
Iconostasul
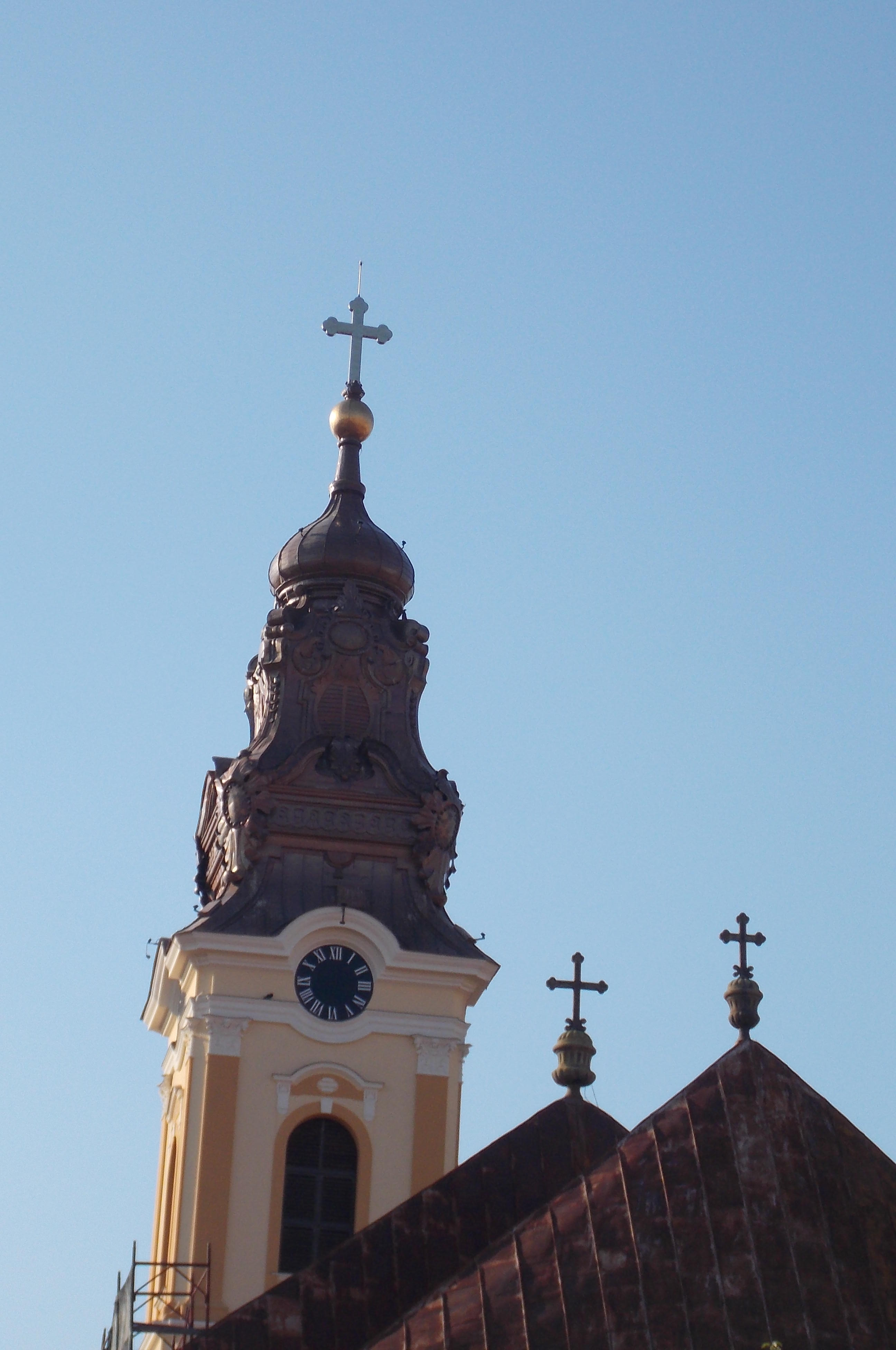
Turnul și acoperișul